# Episodi de La nostra amica Robbie (quarta stagione)
Gli episodi della quarta stagione di La nostra amica Robbie sono andati in onda dal 9 aprile all'11 giugno del 2005. In Italia sono stati trasmessi dal 27 giugno 2011.
| n° | Titolo originale           | Titolo italiano        | Prima TV Germania | Prima TV Italia |
| -- | -------------------------- | ---------------------- | ----------------- | --------------- |
| 1  | Notruf unter Wasser        | Lo squalo              | 9 aprile 2005     | 27 giugno 2011  |
| 2  | Robbie verzweifelt gesucht | Alla ricerca di Robbie | 16 aprile 2005    |                 |
| 3  | Kampf um Laura             | Una prova per Laura    | 23 aprile 2005    |                 |
| 4  | Robbie im Wind             | Robbie nel vento       | 30 aprile 2005    |                 |
| 5  | Starke Helden              | Piccoli eroi           | 7 maggio 2005     |                 |
| 6  | Das Marathonschwimmer      | La maratona di nuoto   | 14 maggio 2005    |                 |
| 7  | Schicksaihafte Begegnung   | Incontro fatale        | 21 maggio 2005    |                 |
| 8  | Alarm                      | Allarme esplosivo      | 28 maggio 2005    |                 |
| 9  | Wellenreiter               | Nuovi amici            | 4 giugno 2005     |                 |
| 10 | Überraschungen             | La vacanza premio      | 11 giugno 2005    |                 |